# Georgie Stoll
Georgie Stoll o George Martin Stoll (7 de maig de 1905, Minneapolis, MN – 18 de gener de 1985, Monterey, CA) fou un director musical, director, compositor i violinista de jazz, associat amb l'edat daurada de la Metro-Goldwyn-Mayer, amb musicals durant les dècades del 1940 al 1960. Més tard també apareix acreditat com a George E. Stoll o, de vegades, sense la inicial de mig, George Stoll.

## Violinista prodigi
Stoll va fer el seu debut musical com a nen prodigi del violí, de fama nacional. Va viatjar per Amèrica del Nord com a violinista de jazz en el circuit Fanchon and Marco Vaudeville i formà part del Jazzmania Quintet. El 1927, va aparèixer amb Edythe Flynn en un curtmetratge primerenc. A San Diego, esdevingui líder d'una orquestra i un trio (Rhythm Aces) i començà a presentar amb Jack Oakie programes radiofònics patrocinats, com Camel Cigarret i NBC's Shell Oil. El 1934, Bing Crosby escollí Stoll com al seu director musical per a la segona sèrie de Woodbury Bing, uns programes radiofònics de Bing Crosby Entertains per a la CBS. Georgie Stoll i la seva orquestra van acompanyar Crosby i Louis Armstrong en els exitosos enregistraments del 1936, Penics d'Heaven, per a Decca. Stoll I la seva orquestra va aparéixer a la pantalla el mateix a Swing Banditry de la Metro-Goldwyn-Mayer (MGM).

## Director musical de la MGM
El 1937, va entrar en el departament de música de la MGM i fou el director musical (i sovint el director d'orquestra també) per pel·lícules com Honolulu, The Ice Follies of 1939 i Els fills de la faràndula, aquesta darrera, amb Judy Garland i Mickey Rooney. Amb ells, va coincidir també dirigint l'orquestra El màgic d'Oz. D'aquesta pel·lícula, va orquestrar amb George Bassman l'escena del tornado i quan escapen del castell de la bruixa maleïda. A l'estudi, Stoll va treballar freqüentment amb el director Edward Buzzell i els productors Arthur Freed, Roger Edens i Joe Pasternak. També fou uns dels jugadors de cartes de les partides de Louis B. Mayer.
Stoll va mantenir la seva connexió amb el món de jazz i va visitar els clubs per seguir millorant. Ell reclutà un del primers arranjadors negres de la MGM, Calvin Jackson, amb qui va treballar en la música original de la pel·lícula de 1945 Kelly-Sinatra Lleveu àncores!, amb G. Kelly i F. Sinatra, amb les que guanyà un Oscar. Stoll També animat el jove André Previn que va col·laborar amb ell en molts arranjaments.
El 1943, va dirigir Garland en els seus primers dos àlbums amb Decca basats en les seves pel·lícules més populars, com Girl Crazy i Meet Me in St. Louis, que incloia la famosa cançó The Trolley Song. Els seus altres enregistraments foren bastant eclèctics, de vegades amb virtuosos de l'harmònica com Leo Diamond o Larry Adler, i música orquestral comercial (p. ex., l'àlbum Hollywood Melodies de la MGM) o actuacions amb el tenor Lauritz Melchior.

## Maduresa professional
La seva carrera aconseguia un impuls definitiu quan Pasternak el va contractar amb el seu vell col·lega George Sidney per treballar amb Elvis Presley en algunes de les seves darreres pel·lícules com, per exemple, Viva Las Vegas i Spinout. Després de nou nominacions als Oscar (la darrera el 1962 per Billy Rose's Jumbo), Stoll es retirà després de completar la música original per a Made in Paris, amb Ann-Margret de protagonista.
El setembre 2001, l'Oscar de Stoll va sortir a la venda subhastat per la casa Butterfields. L'actor Kevin Spacey va revelar més tard que ell el va aconseguir anoninament per 156,875$ i després el va retornar a l'Acadèmia.
L'octubre de 2009, el violí Amati de Stoll va ser subhastat per Tarisio Auctions per 620,000$, el rècord mundial actual per a un Nicolo Amati venut en subhasta.